# Isotima bicarinata
Isotima bicarinata är en stekelart som beskrevs av Jonathan 1980. Isotima bicarinata ingår i släktet Isotima och familjen brokparasitsteklar. Inga underarter finns listade i Catalogue of Life.